# Грейнджър (окръг, Тенеси)
Окръг Грейнджър (на английски: Grainger County) е окръг в щата Тенеси, Съединени американски щати. Площта му е 782 km², а населението – 20 659 души (2000). Административен център е град Рътледж.